# Eleição presidencial na Luisiana em 2008
A eleição presidencial de 2008 no estado norte-americano da Luisiana ocorreu em 4 de novembro de 2008, assim como em todos os 50 estados e o Distrito de Colúmbia. Os eleitores escolheram os representantes, um senador além do presidente e vice-presidente.
Na o candidato republicano John McCain venceu por uma margem de 18,6%. Antes da eleição, todas as 17 organizações de notícias consideraram que  McCain iria ganhar no estado. A Luisiana é considerado um estado republicano em eleições presidenciais, embora Bill Clinton venceu no estado duas vezes. Apesar de ter a segunda maior porcentagem de afro-americanos no país em 2000, a demografia mudou como muitos eleitores negros que fugiram do estado desde o furacão Katrina.
McCain arrecadou 2,1 milhões de dólares no estado, e Obama arrecadou 1,4 milhões.
McCain endossou as seguintes organizações: D.C. Political Report, Cook Political Report,
The Takeaway , Projeções eleitorais, Electoral-vote.com, Washington Post, Politico, Real Clear Politics, FiveThirtyEight.com, CQ Politics, New York Times, CNN, NPR, MSNBC, Fox News, Associated Press, e a Rasmussen Reports.